# Barcial (ganadería)
Barcial es una ganadería de toros de lidia perteneciente a Arturo Cobaleda González, procedente del Encaste Vega-Villar; está inscrita en la Unión de Criadores de Toros de Lidia.
La ganadería de Barcial pasta en las fincas La Matilla (Beleña) y La Torre (San Pedro de Rozados) situada a 20 km de Salamanca, ambas en la Provincia de Salamanca. La divisa de la ganadería es blanca y negra, con señal punta de espada en la derecha y hendido en la izquierda.

## Historia de la ganadería
En 1928 Arturo Sánchez Cobaleda le compra a Francisco Villar su ganadería, procedente del encaste Vega-Villar, la cual trasladó a sus fincas en Salamanca.
Tras la muerte de Sánchez Cobaleda en 1942, el cual poseía su vacada en las fincas salmantinas de Terrubias, Castillejo y Barcial junto a sus respectivas porciones de ganado se fueron a repartir entre sus cinco hijos: Pilar, María, Manuel, Ignacio y Jesús; las porciones que correspondieron a estos últimos con sus respectivos hierros, son manejadas por Jesús hasta su fallecimiento en el año 1960. A partir de entonces se vuelve a dividir la ganadería entre sus herederos, una de cuyas partes fue a parar al actual propietario de Barcial, Arturo Cobaleda González.
Actualmente el ganado pasta en las fincas de La Matilla (Beleña) y La Torre (San Pedro de Rozados).
Esta ganderia es difernte y con seriedad  , tienen unos toros diferentes y con personalidad. El actual ganadero es Jesús Cobaleda González-Zapatero y la divisa es de los colores blanco y negro.

### Toros célebres
Gitano: último toro lidiado por Rui Bento el día de su despedida en la Plaza de toros de Lisboa el 21 de septiembre de 2000.

## Características

### Morfología
En su pelaje suelen predominar los berrendos, luceros, calceteros y coleteros con frecuencia particular el cárdeno. Por este motivo los toros de este encaste son popularmente denominados como "los patas blancas". 
Es un toro bajo de agujas, cornipasos, con mucho trapío, lomos rectos, brevedad en su cuerpo debido a sus cortas extremidades, actitud humillada, con poco peso y manos cortas.